# Services d'ambulance en Belgique
Comme de nombreux autres pays, la Belgique compte deux types bien distincts d'ambulances.  
Les ambulances de l'aide médicale urgente 112 et les ambulances pour les transports secondaires. 
- Les ambulances de l'aide médicale urgente (112) sont organisés ou concédés par les pouvoirs publics et gèrent principalement les missions urgentes relatif à l'aide médicale urgente (AMU). Il faut entendre par aide médicale urgente, la dispensation immédiate de secours appropriés à toutes les personnes dont l'état de santé par suite d'un accident ou d'une maladie soudaine ou de la complication soudaine d'une maladie requiert une intervention urgente après un appel au système d'appel unifié par lequel sont assurés les secours.

- Les ambulances effectuant les transports secondaires gèrent, elles, les missions non relatif à l'aide médicale urgente. Il s'agit de transport planifié, comme par exemple, les transports inter-hospitaliers non urgent ou bien les transports inter-hospitaliers urgent avec une équipe médicale, les hospitalisations programmées, les sorties d'hospitalisation, les consultations médicales, les rapatriements pour raison médicale, les urgences différées (pathologies pouvant être soignées avec délai), etc.

## Historique

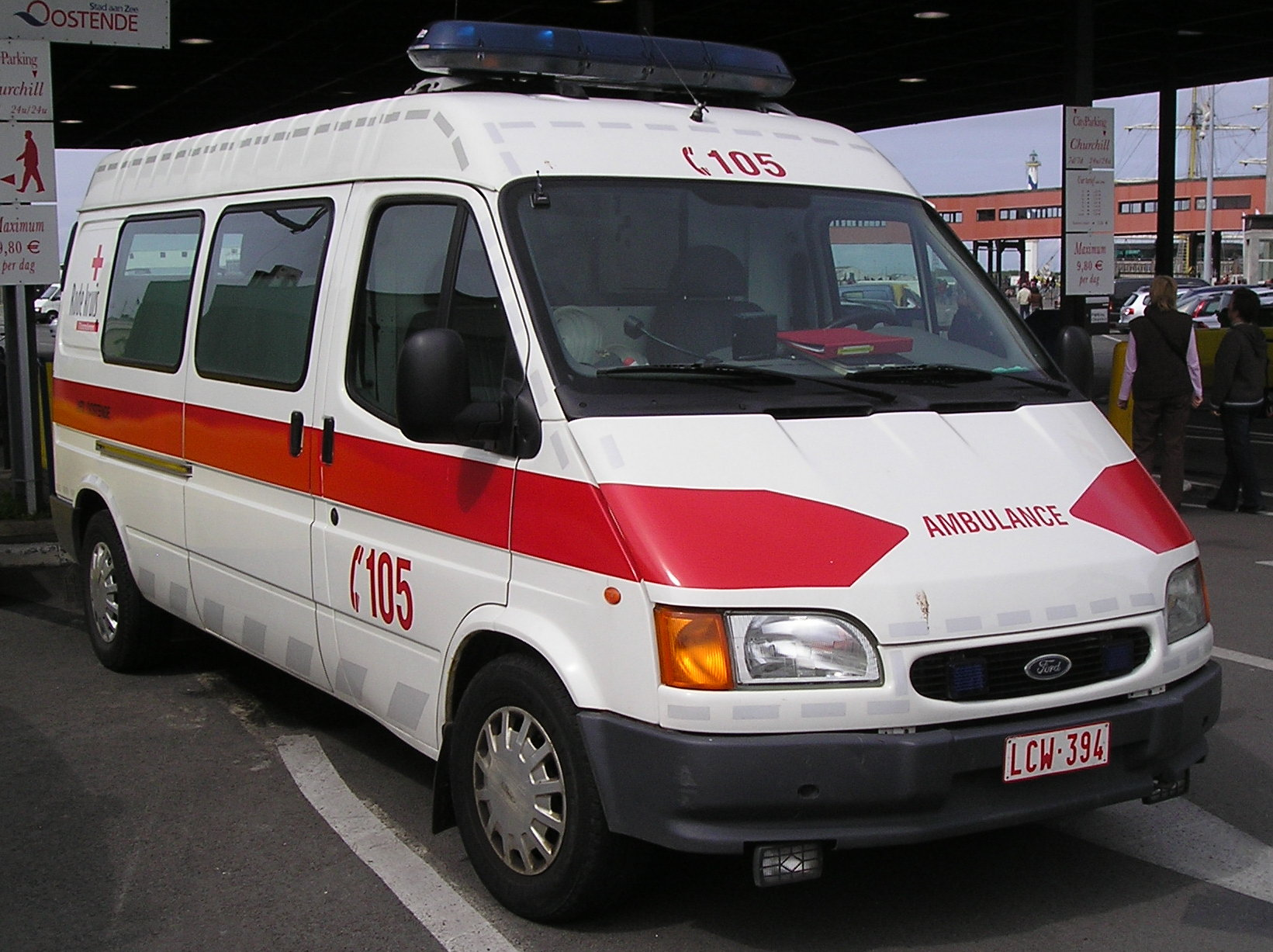
Ancienne ambulance de la Croix-Rouge de Belgique.

En 1934, les corps de pompiers communaux de Bruxelles, Anderlecht, Schaerbeek, Molenbeek-Saint-Jean et Ixelles (qui fusionneront en 1973 pour devenir le service d'incendie de l'agglomération de Bruxelles) sont parmi les 12 corps de pompiers du pays à assurer le premier service d'ambulances pour l'aide médicale urgente.
En 1954 survient une épidémie de poliomyélite à la suite de laquelle le ministre de la santé publique de l'époque, Edmond Leburton, décide de créer un service national de secours composé d'une quinzaine d'ambulances pour permettre la prise en charge des malades, mais également d'autres pathologies, notamment traumatiques après le constat de l'augmentation des accidents de la route dus à l’augmentation du trafic routier dans cette période d'après-guerre. Bien vite surgit alors la nécessité de disposer d'un numéro de téléphone national gratuit pour contacter ce service d'urgence. Les chsoes évoluent avec la loi du 8 avril 1958 qui charge les Commission d'Assistance Publique (C.A.P.) soit d'organiser le transport des malades et des blessés vers les établissements hospitaliers, soit de conclure, dans le même but, une convention avec un organisme public (C.A.P. voisine, pompiers, police, etc.) ou privé.
En 1959, Anvers accueille la première centrale téléphonique de réception d’appels d’urgence, mise en place à titre expérimental.

## Les ambulances «112» ou «AMU»

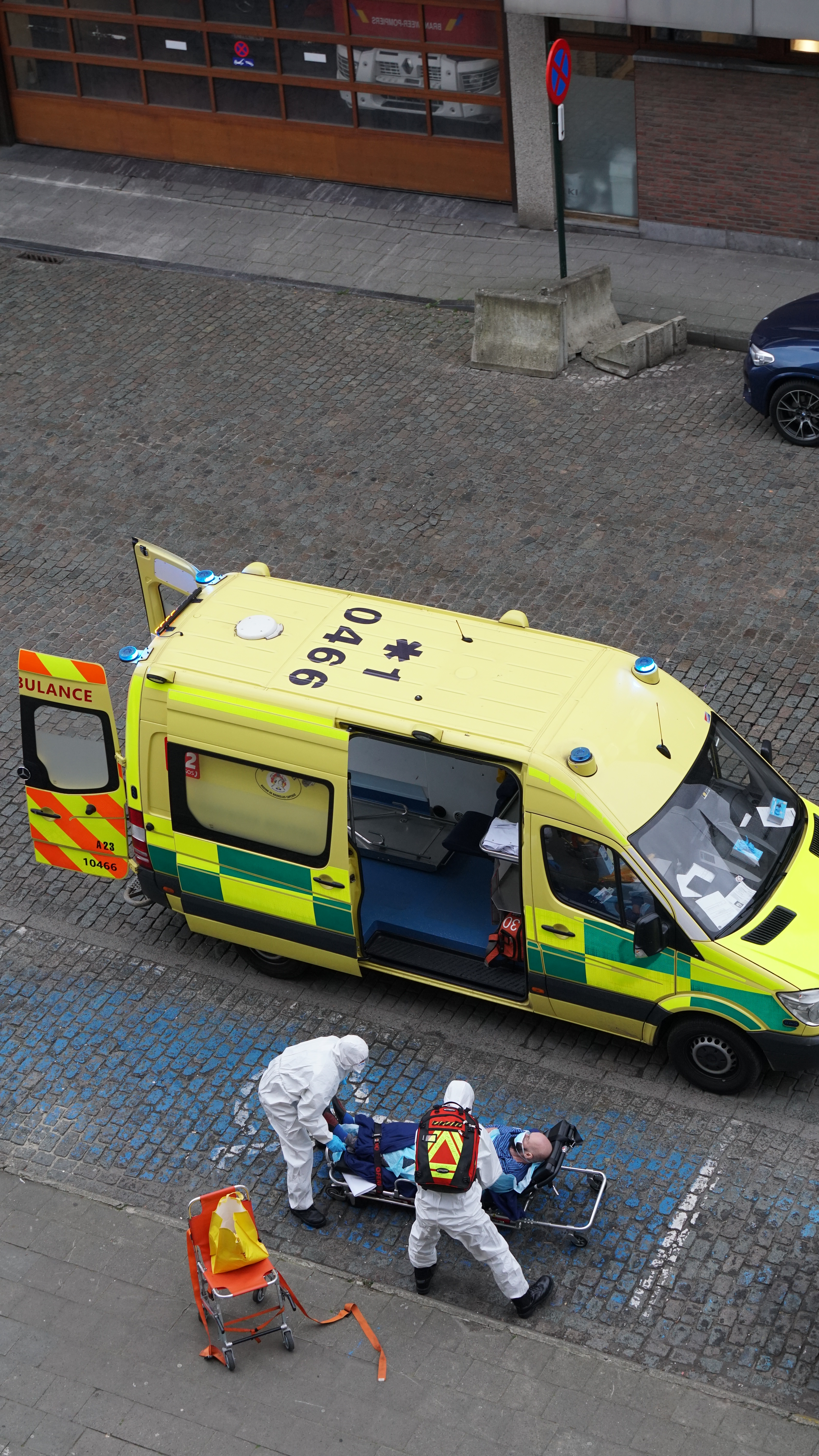
Une ambulance des pompiers de Bruxelles pendant la pandémie de Covid-19 en Belgique en 2020.

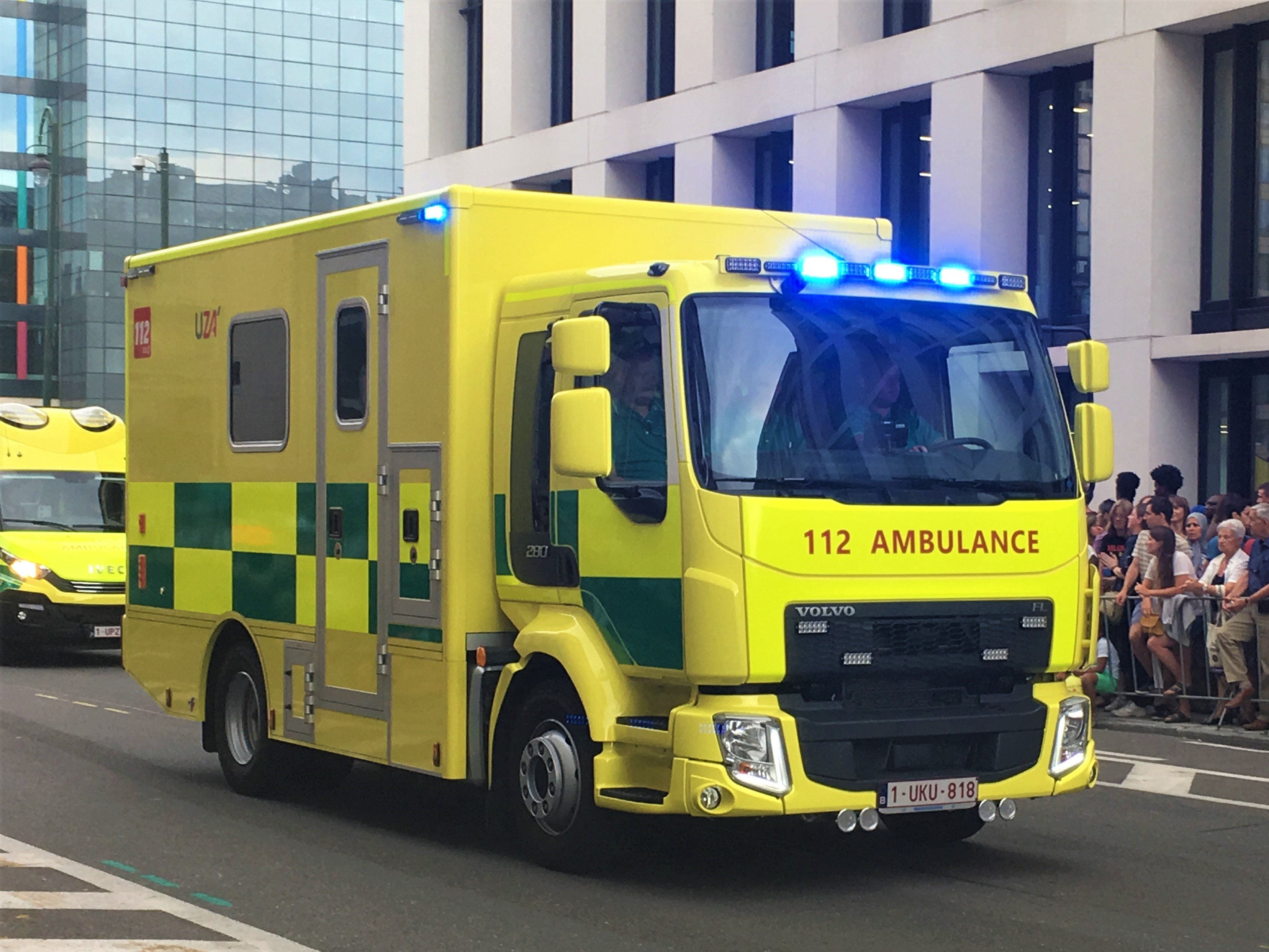
Unité mobile de soins intensifs de l’hôpital universitaire d’Anvers au défilé national du 21 juillet 2018.

Les ambulances 112 sont régies et envoyées uniquement par les centrales du numéro d'appel d'urgence 112. Elles sont attachés à un service d’incendie, à la Croix-Rouge de Belgique, à certains hôpitaux, ou à une organisation privée conventionnée. 
Elles dépendent du service public fédéral Santé publique et doivent être agréées par ce dernier. 
Pour exercer, le personnel ambulancier, doit avoir réussi une formation appelée « AMU» (Aide médicale urgente).

## Les ambulances «transports secondaires»
Les ambulances effectuant les transports secondaires sont, en grande partie, des ambulances provenant de société privée.  
En Région wallonne, elles doivent être agréées par l'AViQ. (Décret et arrêté wallon relatif à l'organisation du Transport Médico-Sanitaire). 
Pour exercer en Wallonie, le personnel ambulancier, doit avoir réussi une formation paramédicale appelée « TMS » (Transport Médico-Sanitaire).
Depuis le 1er septembre 2020, un agrément est obligatoire pour exercer légalement cette profession en Belgique.
Cet agrément permet aux ambulanciers d'obtenir un visa du SPF Santé Publique.

## Les services SMUR & PIT

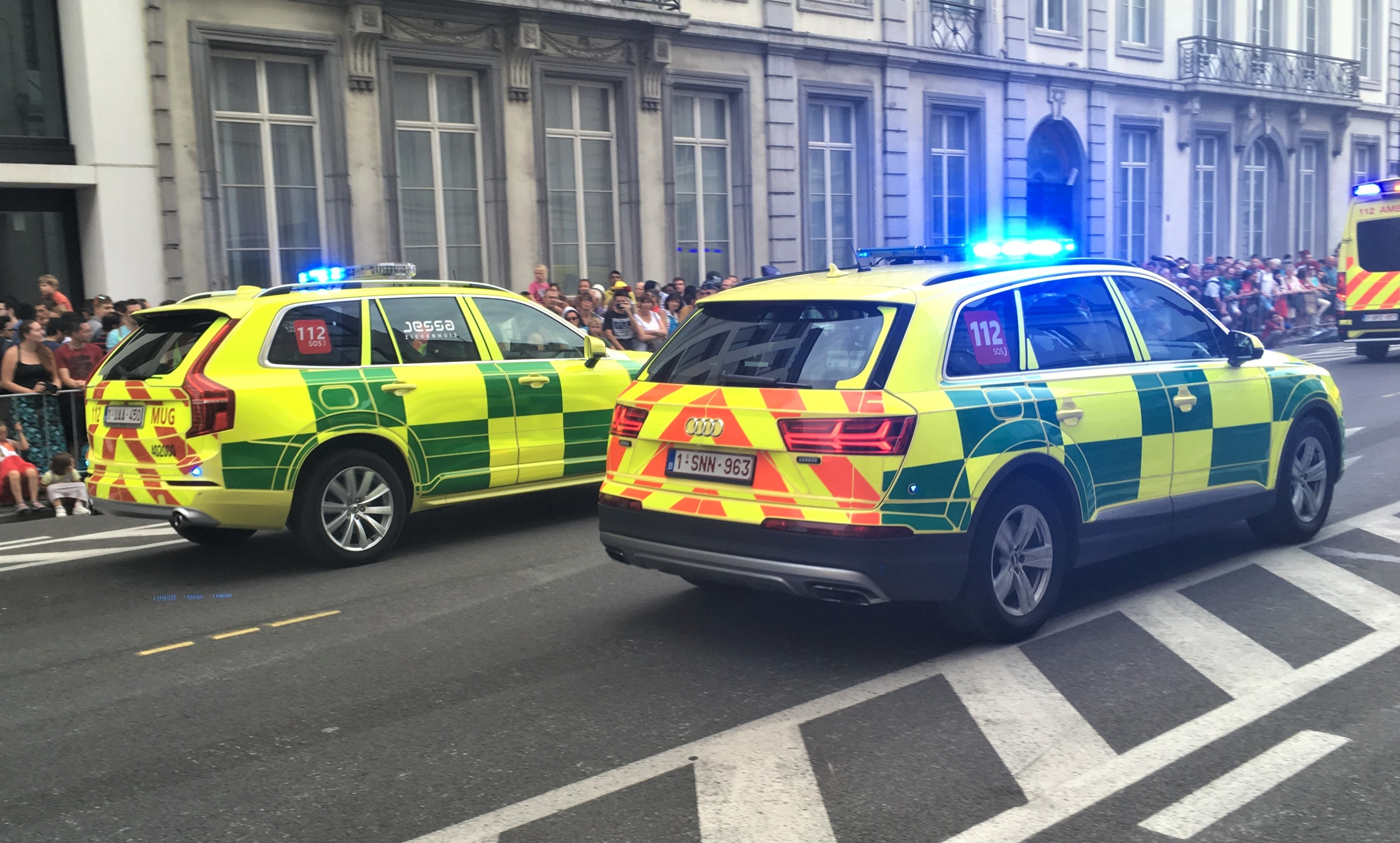
Deux SMUR lors de la fête nationale belge du 21 juillet 2018.

Les véhicules  du SMUR ne sont pas des ambulances. Ils interviennent généralement conjointement à la mission de celle-ci mais ne transportent pas de patients. Ils disposent à leur bord de matériel plus sophistiqué qu'à bord de l'ambulance ainsi qu'une équipe médicale composée au minimum d'un médecin urgentiste et d'un infirmier(ère) SISU (pour Soins Intensifs et Soins d'Urgences). (Ce qui signifie que ce dernier a fait une année de spécialisation dite « SIAMU » (pour Soins intensifs et Aide médicale urgente qui est une 5ème année des études d'infirmier en Belgique). 
Il existe aussi en Belgique un nouveau système, appelé Paramedical Intervention Team (traduis de l'anglais: équipe d'intervention paramédicale), souvent abrégé en « PIT ». Contrairement à un SMUR, l'équipe d'un PIT se déplace dans sa propre ambulance. Il n'y a de surcroît pas de médecin à bord, juste un infirmier SIAMU (titre SISU) ainsi que deux secouristes-ambulanciers réguliers. 

## Les ambulances militaires

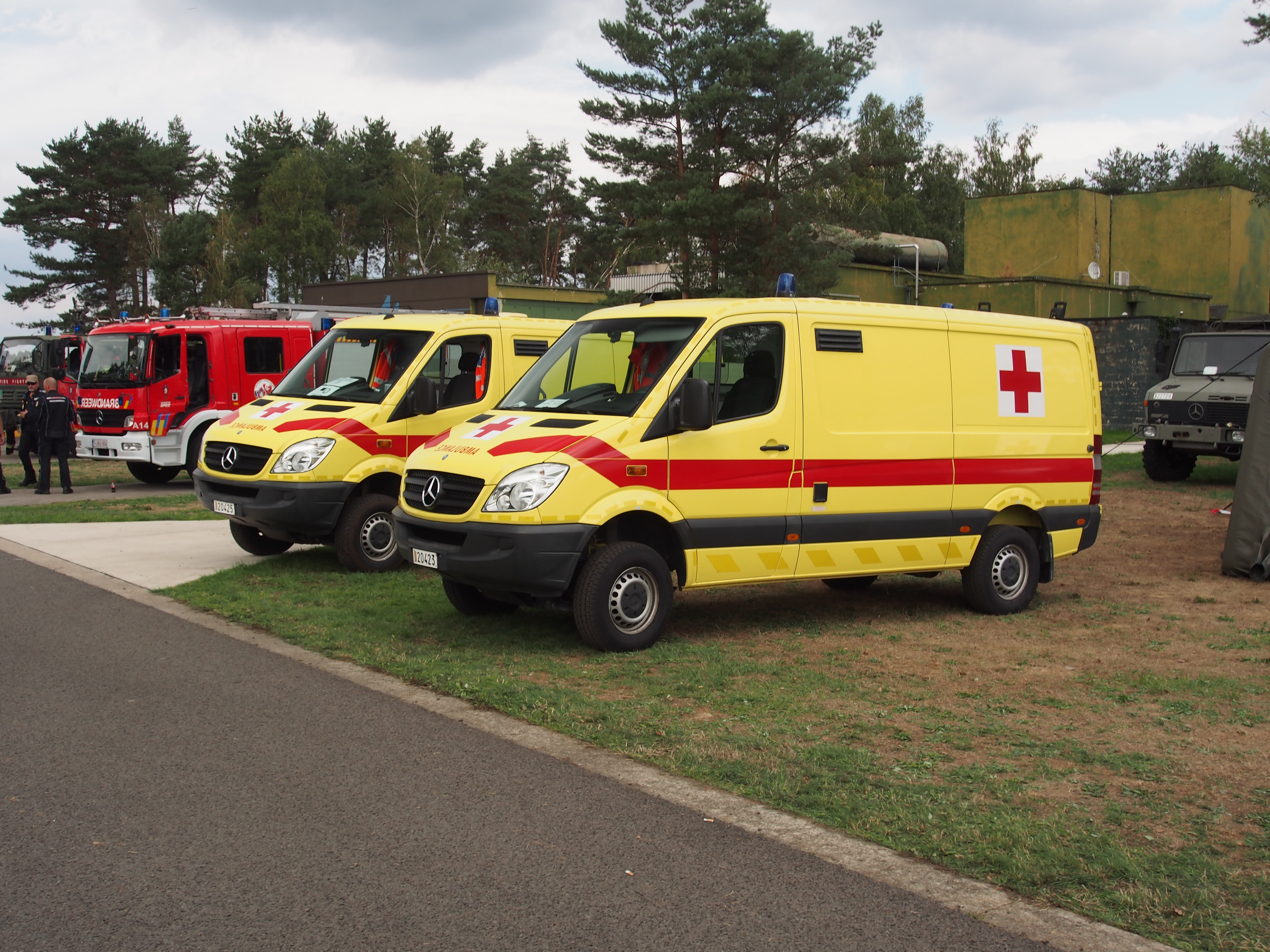
Ambulances de la composante médicale de l'armée belge.